# Isabel de Baviera (1443-1486)
Isabel de Baviera-Múnich (en alemán, Elisabeth von Bayern-München; Múnich, 2 de febrero de 1443-Leipzig, 5 de marzo de 1484) fue princesa de Baviera-Múnich por nacimiento, y por matrimonio fue electora consorte de Sajonia.

## Biografía
Isabel era hija del duque Alberto III el Piadoso de Baviera-Múnich (1401-1460) de su matrimonio con Ana de Brunswick-Grubenhagen-Einbeck (1420-1474), hija del duque Erico I de Brunswick-Grubenhagen.
Se casó el 25 de noviembre de 1460 en Leipzig con el príncipe que más tarde se convirtió en el elector Ernesto de Sajonia (1441-1486). El compromiso tuvo lugar unos diez años antes y el matrimonio debería haber tenido lugar en 1456, según el acuerdo matrimonial. En 1471, un nuevo palacio fue construido en la colina del castillo en Meissen, como residencia de la familia real. Isabel fue un factor clave para influir en la esmerada educación de sus hijos y especialmente de su formación científica. El matrimonio real se consideraba feliz y Ernesto amaba a su esposa entrañablemente.
La princesa, que es considerada la matriarca de la línea ernestina de la Casa de Wettin, murió tras una larga enfermedad, a los 41 años. Al final de su vida, ella estaba postrada en cama y para su atención se utilizó una cama con ruedas y un polipasto. Isabel murió casi al mismo tiempo que su hijo, Adalberto, y su suegra Margarita. Ernesto murió en agosto del mismo año. Se decía que el hijo de Isabel, Federico el Sabio, había escrito a Spalatin, que había cabalgado de un funeral a otro.

## Hijos
De su matrimonio con Ernesto de Sajonia, Isabel tuvo los siguientes hijos:
- Cristina (1461-1521), se casó en 1478 con el rey Juan I de Dinamarca, Noruega y Suecia (1455-1513).
- Federico el Sabio (1462-1525), sucesor de su padre como elector de Sajonia.
- Ernesto (1464-1513), arzobispo de Magdeburgo y administrador de Halberstadt.
- Adalberto (1467-1484), administrador de la archidiócesis de Maguncia.
- Juan el Constante (1468-1532), sucesor de su hermano Federico III como elector de Sajonia. En primer lugar, en 1500, se casó con la princesa Sofía de Mecklemburgo-Schwerin (1481-1503). Casado en segundo lugar, en 1513, con la princesa Margarita de Anhalt-Köthen (1494-1521).
- Margarita (1469-1528), se casó en 1487 con el duque Enrique I de Brunswick-Luneburgo (1468-1532).
- Wolfgang (1473-1478).